# Alessandro Duroni

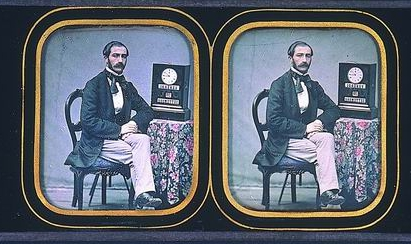
Alessandro Duroni: ritratto dell’editore Carlo Soleil, di Torino, e il suo orologio da tavolo a pendolo con calendario incorporato, 25 settembre 1855

Alessandro Duroni (Canzo, 31 maggio 1807 – Milano, 9 settembre 1870) è stato un ottico e fotografo italiano.

## Biografia
Alessandro Duroni fu uno dei più rinomati ottici e fotografi attivi in Italia nel XIX secolo, oltre che il primo a importare la dagherrotipia a Milano grazie a kit provenienti direttamente da Parigi. Il motivo di ciò deriva dal fatto che alcuni membri della sua famiglia avevano aperto, nella capitale francese, una florida attività commerciale di ottica e strumenti di Fisica (Barometta) in società con parenti originari di Canzo; questi, nel 1839, furono incaricati da Alphonse William Molyneux Giroux di costruire a livello semi-industriale le prime macchine dagherrotipiche destinate al commercio nazionale e internazionale.
Alessandro Duroni, era proprietario di uno studio a Milano, in Galleria De Cristoforis, e a Parigi in rue Vivienne n. 12.
Lo stesso anno dell'invenzione della fotografia egli si cimentò nella riproduzione di alcune vedute di Milano, specialmente del Duomo e dell'Arco della Pace.
Divenne famoso tra i suoi contemporanei anche per i ritratti dei principali artefici del Risorgimento italiano, da Garibaldi a Mazzini, da Massimo d'Azeglio a Cavour, che egli fotografò nel suo studio. Celebre divenne inoltre un suo ritratto di Vittorio Emanuele II di Savoia e anche Napoleone III posò per lui.
Le tracce della presenza di Alessandro Duroni a Milano partono dall'estate del 1831; l'anno seguente si sposò con Barbara De Grandi e nel 1833 aprì, in società con Giovanni Avignone, un negozio di chincaglieria e ottica in Galleria De Cristoforis che in breve tempo diventò un punto di riferimento tanto per la qualità degli strumenti venduti quanto per la serietà e la competenza del suo proprietario e direttore.
Duroni fu allievo dell'ottico François Cauche di Parigi.
Dopo gli esperimenti di dagherrotipia del novembre 1839 eseguiti in collaborazione con Antonio De Kramer e Giuseppe Miani, Alessandro Duroni proseguì il suo rapporto con la fotografia senza sosta - e con grande successo - fino al 1866, quando cedette lo stabilimento al cognato Icilio Calzolari. Agli inizi del 1868 i figli di Alessandro, Antonio e Pietro, subentrarono nella conduzione del negozio di ottica in corso Vittorio Emanuele II.
Come nel caso dell'attività fotografica, anche i rapporti con la Francia non si interruppero mai. Anzi, i fratelli Pierre e in seguito Constant gestirono per decenni gli atelier di Parigi, Avignone e Nîmes. Agli inizi degli anni Sessanta fu costituita una società in nome collettivo per il "commercio di oggetti d'ottica e la fotografia": da quel momento l'atelier parigino di rue Vivienne n. 12 fu segnalato, insieme a quello storico di Milano, sul retro delle cartes de visite prodotte dalla ditta Duroni & Murer.
Alessandro Duroni fu pioniere non solo nell'arte della fotografia, ma negli anni seguenti al 1839 quest'uomo eclettico e dallo «spirito intraprendente», dotato di una straordinaria «urbanità ed affabilità di maniere», si distinse per alcune invenzioni, scoperte, miglioramenti ed esperienze precoci nei campi dell'ottica, della fisica, dell'astronomia, della telegrafia, e persino nell'utilizzo della luce elettrica; si recò diverse volte all'estero presso i maggiori e più qualificati fornitori per valutare e acquistare gli ultimi ritrovati scientifici e tecnologici nelle materie di sua competenza; vinse numerosi premi ad Esposizioni nazionali e internazionali; fu co-fondatore del Tecnomasio Italiano assieme a Carlo Dall'Acqua e a Luigi Longoni.
A coronamento di una lunga e proficua carriera che lo vide sempre primeggiare tra i migliori fotografi d'Italia, re Vittorio Emanuele II lo nominò motu proprio cavaliere dell'Ordine dei SS. Maurizio e Lazzaro.

## Collezioni
- Musée Nicéphore-Niépce, Chalon-sur-Saône
- Museo nazionale Alinari della fotografia, Firenze
- Fototeca dei Civici Musei, Trieste
- Archivio fotografico del Castello Sforzesco, Milano

## Galleria d'immagini

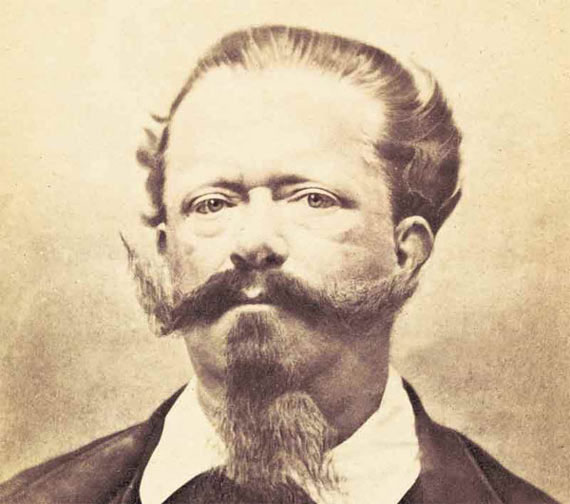
Ritratto di Vittorio Emanuele II di Savoia
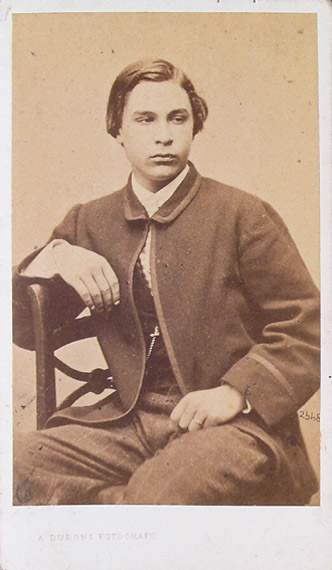
Ritratto di Ricciotti Garibaldi
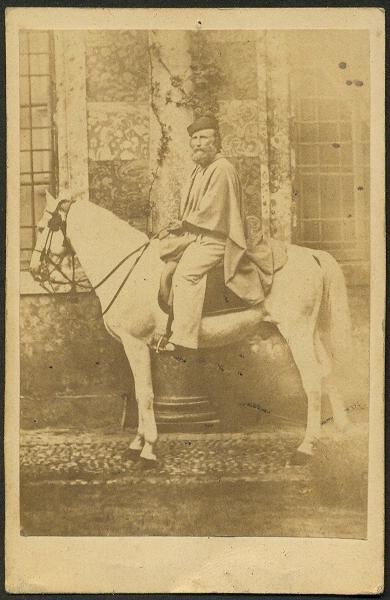
Ritratto di Giuseppe Garibaldi a cavallo nel cortile di Palazzo Trecchi (Cremona), 8 aprile 1862.
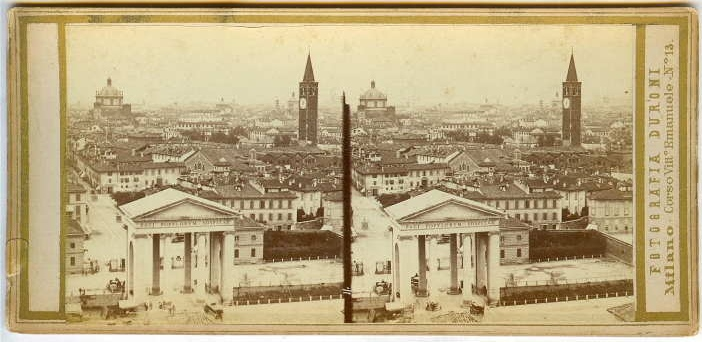
Porta Ticinese, Milano